# Josep Quint Zaforteza i Togores
Josep Quint Zafortesa i Togores (Palma, Mallorca, 26 d'abril de 1821 - 1880) fou un aristòcrata i polític mallorquí, comte d'Olocau.
Era fill de Tomàs Quint Zaforteza i Dameto, cavaller de l'Orde de Calatrava, pare de Tomàs Zaforteza i Crespí de Valldaura.
Fou escollit conseller provincial de Balears el 1856 i diputat a les Corts Espanyoles el 1857. Durant el Sexenni democràtic fou un dels caps del carlisme més intransigent a les Illes Balears, i fou elegit diputat pel districte de Manacor a les eleccions generals espanyoles de 1871. Participà activament amb els seus fills en la Tercera Guerra Carlina, raó per la qual li van ser confiscats els seus béns i fou desterrat a València el 1875.